# Chris Byrd
Chris Cornelius Byrd (* 15. August 1970 in Flint, Michigan) ist ein ehemaliger US-amerikanischer Boxer und ehemaliger WBO- und IBF-Schwergewichtsweltmeister.

## Amateur
Als Amateur wurde Byrd dreimal US-amerikanischer Meister: 1989 im Halbmittelgewicht sowie 1991 und 1992 im Mittelgewicht. 1990 nahm er an den Goodwill Games in Seattle teil, unterlag aber schon im ersten Kampf gegen Torsten Schmitz nach Punkten. Auch bei den Amateurweltmeisterschaften 1991 in Sydney scheiterte er bereits in der ersten Runde, diesmal am Kubaner Ramón Garbey. Diesen hatte er im selben Jahr bei einem Länderkampf noch schlagen können.
1992 konnte er sich im Mittelgewicht für die Olympischen Spiele in Barcelona qualifizieren und gewann die Silbermedaille. Im Achtelfinale gelang ihm dabei ein Sieg über Alexander Lebsjak, das Finale verlor er dann allerdings gegen Ariel Hernández.

## Profikarriere
1993 wurde Byrd Profi. Er ist Rechtsausleger, dabei eher klein und leicht für einen Schwergewichtler. Somit ist es erstaunlich, dass er nicht, wie etwa Henry Maske, ebenfalls erfolgreich im Mittelgewicht der Amateure, im Halbschwergewicht der Profis blieb, sondern 1995 ins Schwergewicht überwechselte, wo er regelmäßig gegen Gegner kämpfte, die 10 bis 20 kg mehr wogen.
In seiner Aufbauphase gelangen ihm Siege gegen Phil Jackson, Bert Cooper und Ross Puritty.
Seine erste Niederlage als Profi erlitt er im März 1999 gegen den starken Nigerianer Ike Ibeabuchi, der ihn in der fünften Runde k. o. schlug. Ein Jahr später, am 1. April 2000, gewann er jedoch überraschend den Titel der WBO gegen Vitali Klitschko, der den Kampf nach der neunten Runde wegen einer Schulterverletzung aufgab. Zu diesem Zeitpunkt lag Klitschko allerdings bei allen drei Punktrichtern klar in Führung. Byrd war als Ersatzmann für Donovan Ruddock verpflichtet worden, der indisponiert war.
Schon im nächsten Kampf, am 14. Oktober 2000, verlor Byrd den Titel wieder, und zwar gegen Vitalis jüngeren Bruder Wladimir, der ihn hoch nach Punkten schlug und zweimal am Boden hatte. Später suggerierte Byrd mehrfach, dass bei diesem Kampf irgendetwas mit den Handschuhen faul gewesen sei.
Er unterschrieb daraufhin bei Don King und bekam prompt die Teilnahme an einem Ausscheidungsturnier angeboten, bei dem er Maurice Harris und den hoch eingeschätzten David Tua besiegte. Am 14. Dezember 2002 gewann er den vakanten Weltmeistertitel der IBF mit einem Punktsieg gegen Evander Holyfield, der mit seinen 40 Jahren allerdings bereits als überaltert galt.
Er verteidigte den Titel in den nächsten Jahren mehrmals erfolgreich, allerdings war der „Sieg“ gegen Fres Oquendo trotz einstimmiger Punktrichterentscheidung mehr als umstritten. Auch das Unentschieden gegen Andrzej Gołota wird als eher schmeichelhaft angesehen.
Am 22. April 2006 verlor er den Titel vor 14.000 Besuchern in der Mannheimer SAP Arena wieder an Wladimir Klitschko durch Technischen K. o. in der siebten Runde. Wie schon im ersten Kampf konnte er Klitschko kaum gefährlich werden.
Nach einem Jahr Inaktivität gewann er durch Abbruch in Runde sieben gegen den Aufbaugegner Paul Marinaccio.
Am 27. Oktober 2007 trat er in einem IBF-Ausscheidungskampf gegen den Russen Alexander Powetkin an, der 2004 Olympiasieger im Superschwergewicht war. Er verlor in Runde 11 durch Technischen K. o., als sein Vater und Trainer Joe Byrd rund eine Minute vor Ende der elften Runde überraschend das Handtuch warf.
Nach dieser Niederlage beschloss Byrd, das Schwergewicht zu verlassen. Er nahm in den nächsten sechs Monaten über 30 Pfund ab, um fortan im Halbschwergewicht antreten zu können.
Seinen ersten Kampf im Halbschwergewicht bestritt Byrd am 16. Mai 2008 gegen Shaun George. In diesem Kampf war Byrd seinem Gegner allerdings deutlich unterlegen und ging schon in der ersten Runde das erste Mal zu Boden. Nachdem er in der neunten Runde zwei weitere Niederschläge hinnehmen musste, brach der Referee den Kampf schließlich ab.
In seinem letzten Profikampf am 21. März 2009 in der Hanns-Martin-Schleyer-Halle besiegte er Matthias Sandow durch Technischen K. o. in der 4. Runde.

## Liste der Profikämpfe
| 47 Kämpfe, 41 Siege, (davon 22 durch K.o.), 5 Niederlagen, 1 Unentschieden |               |                                                      |                                                            |               |                                   |        |
| Jahr                                                                       | Tag           | Gegner/Kampfziel                                     | Ort                                                        | Ergebnis      | Typ                               | Runden |
| 1993                                                                       | 28. Januar    | Gary Smith                                           | IMA Sports Arena, Flint (Michigan)                         | Sieg          | Punktsieg (einstimmig)            | 6/6    |
| 1993                                                                       | 15. Mai       | Mike Twin Sullivan                                   | IMA Sports Arena, Flint (Michigan)                         | Sieg          | TKO                               | 1      |
| 1994                                                                       | 22. März      | Exum Speight                                         | IMA Sports Arena, Flint (Michigan)                         | Sieg          | Punktsieg (einstimmig)            | 6/6    |
| 1994                                                                       | 7. Juni       | Gerard O’Neal                                        | IMA Sports Arena, Flint (Michigan)                         | Sieg          | TKO                               | 2/6    |
| 1994                                                                       | 30. August    | Max Key                                              | IMA Sports Arena, Flint (Michigan)                         | Sieg          | KO                                | 1      |
| 1994                                                                       | 4. Oktober    | Waxxem Fikes                                         | The Palace, Auburn Hills (Michigan)                        | Sieg          | TKO                               | 4/8    |
| 1994                                                                       | 1. November   | Ron Gullette                                         | IMA Sports Arena, Flint (Michigan)                         | Sieg          | TKO                               | 5      |
| 1995                                                                       | 6. Januar     | Frankie Hines                                        | Virginia Beach, Virginia                                   | Sieg          | TKO                               | 2      |
| 1995                                                                       | 28. März      | Mike Rouse vakante USBA-Meisterschaft                | IMA Sports Arena, Flint (Michigan)                         | Sieg          | TKO                               | 6/12   |
| 1995                                                                       | 26. April     | Joel Humm                                            | The Palace, Auburn Hills (Michigan)                        | Sieg          | Aufgabe                           | 4/8    |
| 1995                                                                       | 23. Mai       | Arthur Williams                                      | The Palace, Auburn Hills (Michigan)                        | Sieg          | Punktsieg (geteilte Entscheidung) | 10/10  |
| 1995                                                                       | 18. Juli      | Tim Puller                                           | IMA Sports Arena, Flint (Michigan)                         | Sieg          | TKO                               | 5/10   |
| 1995                                                                       | 3. Oktober    | Nathaniel Fitch                                      | IMA Sports Arena, Flint (Michigan)                         | Sieg          | KO                                | 7/10   |
| 1995                                                                       | 21. November  | Phil Jackson vakante WBU-International-Meisterschaft | The Palace, Auburn Hills (Michigan)                        | Sieg          | Punktsieg (einstimmig)            | 12/12  |
| 1996                                                                       | 30. Januar    | Jeff Wooden                                          | The Palace, Auburn Hills (Michigan)                        | Sieg          | Punktsieg (einstimmig)            | 10/10  |
| 1996                                                                       | 23. April     | Lionel Butler                                        | The Palace, Auburn Hills (Michigan)                        | Sieg          | TKO                               | 8/10   |
| 1996                                                                       | 17. Mai       | Biko Botowamungu                                     | Glen Stock Arena, Monroe (Michigan)                        | Sieg          | Punktsieg (einstimmig)            | 10/10  |
| 1996                                                                       | 6. August     | Uriah Grant                                          | IMA Sports Arena, Flint (Michigan)                         | Sieg          | Punktsieg (einstimmig)            | 10/10  |
| 1996                                                                       | 8. Oktober    | Levi Billups                                         | IMA Sports Arena, Flint (Michigan)                         | Sieg          | Punktsieg (einstimmig)            | 10/10  |
| 1997                                                                       | 28. Januar    | Craig Petersen                                       | The Palace, Auburn Hills (Michigan)                        | Sieg          | TKO                               | 6/10   |
| 1997                                                                       | 18. März      | Bert Cooper                                          | IMA Sports Arena, Flint (Michigan)                         | Sieg          | Punktsieg (einstimmig)            | 10/10  |
| 1997                                                                       | 20. Juni      | Frankie Swindell                                     | Ballys Park Place Hotel Casino, Atlantic City (New Jersey) | Sieg          | Punktsieg (einstimmig)            | 10/10  |
| 1997                                                                       | 13. Dezember  | Jimmy Thunder                                        | Foxwoods Resort, Connecticut                               | Sieg          | TKO                               | 9/10   |
| 1998                                                                       | 28. März      | Derek Amos                                           | Boardwalk Convention Center, Atlantic City (New Jersey)    | Sieg          | TKO                               | 6/10   |
| 1998                                                                       | 30. Mai       | Elieser Castillo                                     | Convention Center, Atlantic City (New Jersey)              | Sieg          | Punktsieg (einstimmig)            | 10/10  |
| 1998                                                                       | 14. Juli      | Ross Puritty                                         | Casino Magic 500, Bay Saint Louis                          | Sieg          | Punktsieg (einstimmig)            | 10/10  |
| 1999                                                                       | 20. März      | Ike Ibeabuchi                                        | Emerald Queen Casino, Tacoma (Washington)                  | Niederlage    | TKO                               | 5/10   |
| 1999                                                                       | 8. Mai        | John Sargent                                         | Silver Star Casino, Philadelphia (Mississippi)             | Sieg          | TKO                               | 2/10   |
| 1999                                                                       | 3. Juni       | Jose Ribalta                                         | Soaring Eagle Casino, Mount Pleasant (Michigan)            | Sieg          | Aufgabe                           | 3/10   |
| 1999                                                                       | 22. Oktober   | Val Smith                                            | Joe Louis Arena, Detroit (Michigan)                        | Sieg          | KO                                | 2/10   |
| 2000                                                                       | 19. Januar    | David Washington                                     | Soaring Eagle Casino, Mount Pleasant (Michigan)            | Sieg          | TKO                               | 10/10  |
| 2000                                                                       | 1. April      | Vitali Klitschko WBO-Weltmeisterschaft               | Estrel Convention Center, Berlin-Neukölln                  | Sieg          | Aufgabe                           | 9/12   |
| 2000                                                                       | 14. Oktober   | Wladimir Klitschko WBO-Titelverteidigung             | Kölnarena, Köln                                            | Niederlage    | Punktniederlage (einstimmig)      | 12/12  |
| 2001                                                                       | 19. Januar    | David Vedder                                         | Soaring Eagle Casino, Mount Pleasant (Michigan)            | Sieg          | Punktsieg (einstimmig)            | 10/10  |
| 2001                                                                       | 12. Mai       | Maurice Harris vakante USBA-Meisterschaft            | Madison Square Garden, New York City                       | Sieg          | Punktsieg (einstimmig)            | 12/12  |
| 2001                                                                       | 18. August    | David Tua USBA-Meisterschaft                         | Cox Pavilion, Las Vegas                                    | Sieg          | Punktsieg (einstimmig)            | 12/12  |
| 2002                                                                       | 8. Juni       | Jeff Pegues                                          | Soaring Eagle Casino, Mount Pleasant (Michigan)            | Sieg          | TKO                               | 3/10   |
| 2002                                                                       | 14. Dezember  | Evander Holyfield vakante IBF-Weltmeisterschaft      | Boardwalk Hall, Atlantic City (New Jersey)                 | Sieg          | Punktsieg (einstimmig)            | 12/12  |
| 2003                                                                       | 20. September | Fres Oquendo IBF-Titelverteidigung                   | Mohegan Sun Casino, Connecticut                            | Sieg          | Punktsieg (einstimmig)            | 12/12  |
| 2004                                                                       | 17. April     | Andrzej Gołota IBF-Titelverteidigung                 | Madison Square Garden, New York City                       | Unentschieden | Geteilte Entscheidung             | 12/12  |
| 2004                                                                       | 13. November  | Jameel McCline IBF-Titelverteidigung                 | Madison Square Garden, New York City                       | Sieg          | Punktsieg (mehrstimmig)           | 12/12  |
| 2005                                                                       | 1. Oktober    | DaVarryl Williamson IBF-Titelverteidigung            | Reno Events Center, Reno (Nevada)                          | Sieg          | Punktsieg (einstimmig)            | 12/12  |
| 2006                                                                       | 22. April     | Wladimir Klitschko IBF/IBO-Titelvereinigung          | SAP Arena, Mannheim                                        | Niederlage    | TKO                               | 7/12   |
| 2007                                                                       | 18. April     | Paul Marinaccio                                      | Clifford Park, Nassau                                      | Sieg          | Aufgabe                           | 7/10   |
| 2007                                                                       | 27. Oktober   | Alexander Powetkin                                   | Erfurter Messe, Erfurt                                     | Niederlage    | TKO                               | 11/12  |
| 2008                                                                       | 16. Mai       | Shaun George                                         | Thomas & Mack Center, Las Vegas                            | Niederlage    | TKO                               | 9/10   |
| 2009                                                                       | 21. März      | Matthias Sandow                                      | Hanns-Martin-Schleyer-Halle, Stuttgart                     | Sieg          | TKO                               | 4/8    |
| (Quelle: BoxRec-Datenbank)                                                 |               |                                                      |                                                            |               |                                   |        |

## Schlagkraft
Im Rahmen eines Vergleichstests hinsichtlich der Schlagkraft verschiedener Sportler erreichte Byrd an einen Sandsack mit Drucksensoren unter Benutzung regulärer Boxhandschuhe eine Maximalkraft von 5800N.